# TVCG 1 (Montenegro)
TVCG 1 es un canal de televisión montenegrino, perteneciente a Radio i Televizija Crne Gore (RTCG). Nació en 1964 como Televizija Titograd. Emite programación generalista con información, magacines, documentales, espacios de servicio público y acontecimientos especiales.

## Historia
El canal inició emisiones el 4 de mayo de 1964 con el nombre de "Televizija Titograd" y extendió su cobertura durante el resto de la década por el país. El ente público se trasladó a unos nuevos estudios en 1984, lo que le permitió aumentar la programación propia.
El primer servicio diario de noticias por televisión ( Dnevnik ) se emitió en 1975. En 1979, TTV se unió a la red de Eurovisión en la inauguración del Festival de Televisión de los países no alineados en Bar.
La empresa cambió su nombre por Radio Televizija Crne Gore (en español, «Radio Televisión de Montenegro») en 1991, en plena disolución de Yugoslavia, del mismo modo que el resto de canales de la JRT. Montenegro permaneció en Yugoslavia pero, a diferencia de otras emisoras absorbidas por la radiotelevisión serbia, pudo mantener su identidad, adquiriendo una programación más autónoma en 1997. Ya en 1998, cuando RTCG empezó a distanciarse de las políticas de Slobodan Milošević y de la postura oficial proveniente de Belgrado, su producción televisiva empezó a aumentar. A comienzos de 2001 ingresó en la Unión Europea de Radiodifusión.
En 2006, cuando Montenegro proclamó su independencia de Serbia, la RTCG se convirtió en la única empresa de radiodifusión pública del país.
En 2019, TVCG 1 inició sus emisiones en HD, dentro de la etapa de modernización de RTCG, con una inversión de 17,8 millones de euros.
En 2024, se estrenó la imagen corporativa actual del canal y del resto de canales pertenecientes a RTCG.